# Omîlne, Dzerjînsk
Omîlne (în ucraineană Омильне) este un sat în comuna Velîka Kozara din raionul Dzerjînsk, regiunea Jîtomîr, Ucraina.

## Demografie
Componența lingvistică a localității Omîlne
     Ucraineană (95,74%)
     Rusă (4,26%)
Conform recensământului din 2001, majoritatea populației localității Omîlne era vorbitoare de ucraineană (95,74%), existând în minoritate și vorbitori de rusă (4,26%).